# Claus Ehlers

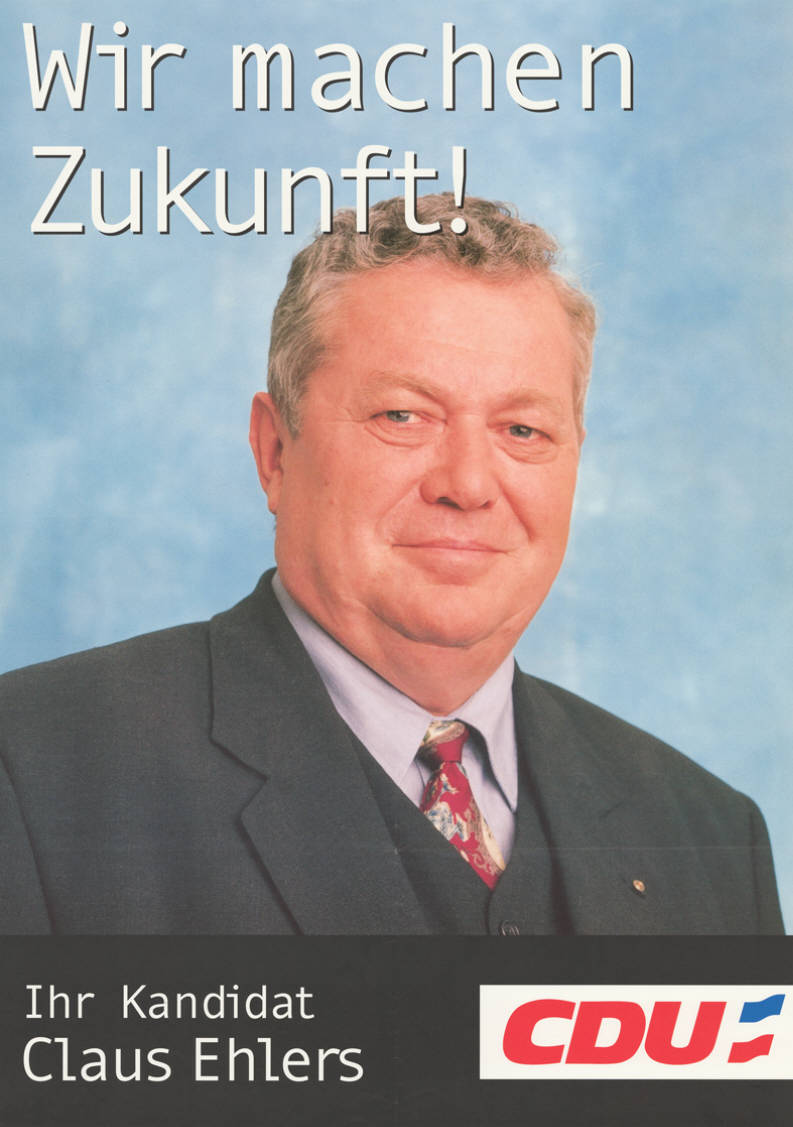
Claus Ehlers auf einem Landtagswahlplakat 2000

Claus Ehlers (* 25. Mai 1944 in Emkendorf) ist ein deutscher Politiker (CDU).

## Leben und Beruf
Claus Ehlers schloss eine Berufsausbildung zum Landwirtschaftsmeister ab. Er gehört seit 1986 dem Aufsichtsrat der Sparkasse Mittelholstein an. Von 1998 bis 2008 gehörte er dem Aufsichtsrat der Wirtschaftsförderungsgesellschaft Rendsburg-Eckernförde an. Außerdem war er von 2003 bis 2008 Aufsichtsratsvorsitzender der Nordkolleg Rendsburg GmbH. 2004 bis 2014 war er Aufsichtsratsmitglied der Vereinigten Hagel Versicherung. Er wurde mit der Freiherr-vom-Stein-Medaille des Landes Schleswig-Holstein ausgezeichnet.
Claus Ehlers ist verheiratet und hat zwei Kinder.

## Partei
Ehlers ist seit 1969 Mitglied der CDU. Er war stellvertretender Vorsitzender des CDU-Kreisverbandes Rendsburg-Eckernförde und Vorsitzender des CDU-Landesarbeitskreises Agrar in Schleswig-Holstein.

## Abgeordneter
Ehlers gehörte von 1974 bis 2006 dem Kreistag des Kreises Rendsburg-Eckernförde an.
Seit 1996 war er Mitglied des Landtages von Schleswig-Holstein. Hier war er von 2000 bis 2002 stellvertretender Vorsitzender des Europaausschusses und von 2002 bis 2005 Vorsitzender des Agrarausschusses. Ehlers gehörte von 1996 bis 2000 und dann erneut seit 2005 dem Vorstand der CDU-Landtagsfraktion an. Seit 2005 war er zudem Vorsitzender des Fraktionarbeitskreises Agrar.
Ehlers setzt sich auch für die Förderung der Niederdeutschen Sprache ein und gehörte von 2000 bis 2005 dem Beirat Niederdeutsch beim Landtag an.
Claus Ehlers ist stets als direkt gewählter Abgeordneter des Wahlkreises Rendsburg-Süd in den Landtag eingezogen. Bei der Landtagswahl 2005 erreichte er hier 49,2 % der Erststimmen.
Ehlers wurde vom Landtag 1999 in die elfte Bundesversammlung entsandt.
Bei der vorgezogenen Landtagswahl 2009 kandidierte Ehlers nicht erneut für den Landtag. Sein Nachfolger im Wahlkreis wurde Hauke Göttsch, der ebenfalls direkt gewählt wurde.

## Öffentliche Ämter
Von 1982 bis 1996 war Ehlers Amtsvorsteher im Amt Nortorf-Land.

## Gesellschaftliche Ämter
Ehlers war von 1990 bis 2008 Vorsitzender des Kreisbauernverbandes Rendsburg und seit 1993 Vizepräsident des Bauernverbandes Schleswig-Holstein.